# Canon EOS 100D
Canon EOS 100D – cyfrowa lustrzanka jednoobiektywowa z matrycą APS-C o rozdzielczości 18,2 megapikseli i procesorem DIGIC 5, produkowana przez japońską firmę Canon. Aparat został zaprezentowany 21 marca 2013 roku jako najmniejsza lustrzanka jednoobiektywowa dostępna na rynku. Należy do systemu Canon EOS.

## Opis aparatu
Lustrzanka cyfrowa Canon EOS 100D to aparat przeznaczony dla początkujących użytkowników ze stałym ekranem dotykowym Clear View II TFT o przekątnej 7,7 cm i z 1 040 000 punktów. Model wykonany jest w całości z aluminium i żywicy poliwęglanowej. Wyposażony jest w wizjer o układzie lusterkowym o 95% pokrycia kadru. Canon EOS 100D dysponuje złączem USB i HDMI.
Aparat umożliwia nagrywanie filmów w rozdzielczości do Full HD i wykonywanie zdjęć seryjnych 4kl/s. Posiada również dziewięciopunktowy autofokus.

## Najważniejsze parametry
- 18-megapikselowa matryca APS-C
- zakres czułości ISO 100-12800 (rozszerzana do ISO 25600)
- procesor DIGIC 5
- prędkość wykonywania zdjęć seryjnych na poziomie 4 klatek na sekundę
- 9-punktowy autofokus z jednym punktem krzyżowym
- filmowanie w Full HD
- niski poziom szumów do ISO 1600[5]
- reprodukcja szczegółów do ISO 1600
- matryca światłoczuła Hybrid CMOS AF II
- proporcje obrazu 3:2
- mocowanie obiektywu EF/EF-S
- 3 tryby AF
- czas otwarcia migawki 30–1/4000 s
- 60kl/s w trybie Live View
- karta SD, SDHC lub SDXC[6]